# ملیسا هایدن (هنرپیشه زن)
ملیسا هایدن (انگلیسی: Melissa Hayden؛ زادهٔ ۱۳ نوامبر ۱۹۶۹) یک هنرپیشه اهل ایالات متحده آمریکا است. او در سال ۱۹۹۴ جایزه هنرمند جوان را دریافت کرد.
از کارهای معروف او می‌توان به بازی در فیلم سکوت قلب اشاره کرد.